# آکیرا اونودرا
آکیرا اونودرا (انگلیسی: Akira Onodera؛ زادهٔ ۱۹ سپتامبر ۱۹۴۳) بازیگر اهل ژاپن است.